# Magyar labdarúgó-bajnokság (harmadosztály – Duna csoport)
A magyar labdarúgó-bajnokság harmadosztálya hat csoportból áll területi felosztás alapján. Az Alföld-csoport, a Duna-csoport, és a Tisza-csoport 16 csapatot, míg a Bakony-csoport, a Dráva-csoport, és a Mátra-csoport 15 csapatot foglal magába. A feljutások és kiesések miatt gyakori, hogy bizonyos csapatok az aktuális új szezont már másik csoportban kezdik meg.

## A 2011–2012-es szezon

### Csapatok
Az alábbi csapatok alkotják a Duna-csoportot a 2011–2012-es szezonban. 13 Pest megyei csapat mellett, csupán két Komárom-Esztergom megyei és egy Fejér megyei klub található.
| A csapat neve | A csapat székhelye | Megye                   | Előző évi helyezés             |
| --- | ------------------ | ----------------------- | ------------------------------ |
| III. Kerületi TUE | Budapest           | Pest megye              | BLSZ 1. osztály - 2.(1)        |
| Bicskei TC | Bicske             | Fejér megye             | Duna-csoport - 5.              |
| Budafoki LC | Budapest           | Pest megye              | Duna-csoport - 13.             |
| Diósdi TC | Diósd              | Pest megye              | Pest megyei 1. osztály - 3.(1) |
| Dorogi FC | Dorog              | Komárom-Esztergom megye | Duna-csoport - 15.(1)          |
| Érdi VSE | Érd                | Pest megye              | Duna-csoport - 10.             |
| ESMTK LE | Budapest           | Pest megye              | Duna-csoport - 4.              |
| Gázművek MTE | Budapest           | Pest megye              | BLSZ 1. osztály - 1.           |
| Pénzügyőr SE | Budapest           | Pest megye              | Duna-csoport - 7.              |
| Rákosszentmihályi AFC | Budapest           | Pest megye              | Mátra-csoport - 15.(1)         |
| Sárisáp-TASK | Tatabánya          | Komárom-Esztergom megye | Duna-csoport - 14.(1)          |
| Soroksár SC | Budapest           | Pest megye              | Duna-csoport - 11.             |
| Százhalombattai LK | Százhalombatta     | Pest megye              | Duna-csoport - 9.              |
| Törökbálinti TC | Törökbálint        | Pest megye              | Duna-csoport - 6.              |
| Újbuda TC | Budapest           | Pest megye              | Alföld-csoport - 3.            |
| Viadukt SE-Biatorbágy | Biatorbágy         | Pest megye              | Duna-csoport - 12.             |
| (1)A III. Kerületi TUE, a Diósdi TC, a Dorogi FC, a Rákosszentmihályi AFC és a Sárisáp-TASK az MLSZ Versenybizottságának döntése értelmében felkérést kaptak a nevezésre, s a csapatok éltek a lehetőséggel. |                    |                         |                                |

### A bajnokság állása
| #   | Csapat neve           | Mérkőzés | Győzelem | Döntetlen | Vereség | Lőtt gólok | Kapott gólok | Gólkülönbség | Pontszám |
| --- | --------------------- | -------- | -------- | --------- | ------- | ---------- | ------------ | ------------ | -------- |
| 1.  | Budaörsi SC           | 18       | 14       | 2         | 2       | 37         | 12           | 25           | 44       |
| 2.  | Videoton FC II        | 21       | 12       | 4         | 5       | 45         | 23           | 22           | 40       |
| 3.  | Jászapáti VSE         | 19       | 10       | 5         | 4       | 38         | 24           | 14           | 35       |
| 4.  | ESMTK LE              | 18       | 10       | 3         | 5       | 41         | 19           | 22           | 33       |
| 5.  | Viadukt SE Biatorbágy | 19       | 10       | 3         | 6       | 32         | 19           | 13           | 33       |
| 6.  | Diósdi TC-SELECT      | 19       | 9        | 5         | 5       | 28         | 15           | 13           | 32       |
| 7.  | Pénzügyőr SE          | 19       | 9        | 5         | 5       | 28         | 26           | 2            | 32       |
| 8.  | Érdi VSE              | 19       | 8        | 5         | 6       | 31         | 26           | 5            | 29       |
| 9.  | Indotek Csepel FC     | 18       | 8        | 4         | 6       | 27         | 21           | 6            | 28       |
| 10. | Sárisáp-TASK          | 18       | 7        | 2         | 9       | 26         | 35           | -9           | 23       |
| 11. | III. Kerületi TUE     | 19       | 5        | 6         | 8       | 29         | 31           | -2           | 21       |
| 12. | Százhalombattai LK    | 19       | 7        | 4         | 8       | 32         | 37           | -5           | 20 1     |
| 13. | Budafoki LC           | 19       | 3        | 2         | 14      | 19         | 51           | -32          | 11       |
| 14. | Rákosszentmihályi AFC | 20       | 2        | 2         | 16      | 22         | 60           | -38          | 8        |
| 15. | Rákosmenti TK-Vasló   | 19       | 0        | 4         | 15      | 12         | 48           | -36          | 4        |

Az alábbi táblázat a Duna-csoport állását mutatja 20 fordulót követően. Az NB III 6 csoportgyőztese osztályozót játszik a két NB II-es csoport 6-8. helyezettjeivel a feljutásért. A 2-5. helyezettek és a két legjobb 6. helyezett maradnak az NB III-ban. A 7-15. helyezettek és a négy legrosszabb 6. helyezett kiesnek az NB III-ból.
1A BLSZ Fegyelmi Bizottsága 2013. január 15-i ülésén 5 büntetőpont levonását határozta meg a Százhalombattai LK részére